# باونکورت
باونکورت (به فرانسوی: Bavincourt) یک کمون (فرانسه) در فرانسه است که در پا-دو-کاله واقع شده‌است. باونکورت ۷٫۵۴ کیلومتر مربع مساحت دارد ۱۸۰ متر بالاتر از سطح دریا واقع شده‌است.